# 酒井佑規
酒井 佑規（さかい　ゆうき、2004年4月14日 - ）は、日本棋院東京本院所属の囲碁棋士。緑星囲碁学園出身。東京都出身。

## 経歴
両親は全く碁を打たない。6歳の時、自ら興味を持ち独学。緑星学園にたまたま家が近かったからという理由で通い始める。
2013年、小学三年生の時に、こども棋聖戦低学年の部で優勝。
2017年、冬季棋士採用試験リーグ戦で13勝2敗の1位となり、13歳でプロ入りを決める。
2019年、台湾精鋭vs日本精鋭交流戦で、5勝1敗。
2020年、前年の賞金ランキングで初段2位となり、二段に昇段。
2021年、26勝10敗。阿含・桐山杯の本戦に進出するが、1回戦で許家元に敗れた。十段戦の本戦に進出するが、1回戦で余正麒に敗れた。
2022年、碁聖戦の本戦に進出、1回戦で大竹優、2回戦で芝野虎丸に勝利するも、準々決勝で西健伸に敗れた。三段に昇段。8月の本因坊秀策杯で非公式戦ながらも初優勝。新人王戦では決勝で本因坊リーグ入りの大竹優に連勝し優勝。
2024年、第4回テイケイグループ杯俊英戦でAリーグを5戦全勝で1位通過。翌年行われた決勝戦では三浦太郎に敗れ、準優勝。

## 棋風
鶴山淳志評「棋風はザ・戦いの碁。ごちゃごちゃした乱戦が得意。難しい読み合いでも突っ込んでいく勇気があります。」
林漢傑評「彼は混沌に強い。いわば混沌流。石が絡み合ってわけが分からないような局面で輝きを放ちます。」。

### 獲得タイトル
- 新人王戦（第47期）

### 良績
- 碁聖戦 本戦準々決勝進出（第47期）
- 棋聖 本戦進出（第49期）
- 十段 本戦進出（第60期）
- 竜星戦 準決勝進出（第32期）
- テイケイグループ杯俊英戦 準優勝（2024-25・第4回）
- 阿含桐山杯 本戦進出（第28期）

### 昇段履歴
| 段位 | 日付           | 昇段規定                                        |
| ---- | -------------- | ----------------------------------------------- |
| 初段 | 2018年4月1日   | 冬季棋士採用試験リーグ戦13勝2敗（1位）          |
| 二段 | 2020年1月7日   | 前年の賞金ランキングで初段2位となり、二段に昇段 |
| 三段 | 2021年12月24日 | 勝星対象棋戦通算40勝。                          |
| 四段 | 2023年1月1日   | 前年の賞金ランキングで三段2位となり、四段に昇段 |
| 五段 | 2024年1月1日   | 前年の賞金ランキングで四段2位となり、五段に昇段 |
| 六段 | 2025年1月1日   | 前年の賞金ランキングで五段1位となり、六段に昇段 |